# Coppa del mondo di ciclocross 2011-2012
La Coppa del mondo di ciclocross 2011-2012, diciannovesima edizione della competizione, si svolge tra il 16 ottobre 2011 ed il 22 gennaio 2012.

## Uomini élite

### Risultati
| # | Data        | Città          | Evento                         | Vincitore     | Leader della Cl. mondiale |
| - | ----------- | -------------- | ------------------------------ | ------------- | ------------------------- |
| 1 | 16 ottobre  | Plzeň          | Grand Prix Škoda               | Sven Nys      | Sven Nys                  |
| 2 | 23 ottobre  | Tábor          | Cyklokros Tábor                | Kevin Pauwels | Kevin Pauwels             |
| 3 | 26 novembre | Koksijde       | Duinencross                    | Sven Nys      | Kevin Pauwels             |
| 4 | 4 dicembre  | Igorre         | Ziklokross Igorre              | Kevin Pauwels | Kevin Pauwels             |
| 5 | 18 dicembre | Namur          | Cyclo-Cross de la Citadelle    | Sven Nys      | Sven Nys                  |
| 6 | 26 dicembre | Heusden-Zolder | Grote Prijs Eric De Vlaeminck  | Kevin Pauwels | Kevin Pauwels             |
| 7 | 15 gennaio  | Liévin         | Liévin Cyclo-Cross             | Zdeněk Štybar | Kevin Pauwels             |
| 8 | 22 gennaio  | Hoogerheide    | Grote Prijs Adrie van der Poel | Kevin Pauwels | Kevin Pauwels             |

### Classifica generale
| Pos. | Corridore        | Punti |
| ---- | ---------------- | ----- |
| 1    | Kevin Pauwels    | 590   |
| 2    | Sven Nys         | 540   |
| 3    | Zdeněk Štybar    | 252   |
| 4    | Klaas Vantornout | 450   |
| 5    | Tom Meeusen      | 373   |
| 6    | Francis Mourey   | 363   |
| 7    | Bart Aernouts    | 360   |
| 8    | Steve Chainel    | 319   |
| 9    | Radomír Šimůnek  | 306   |
| 10   | Niels Albert     | 300   |

## Donne élite

### Risultati
| # | Data        | Città          | Evento                         | Vincitore            | Leader della Cl. mondiale |
| - | ----------- | -------------- | ------------------------------ | -------------------- | ------------------------- |
| 1 | 16 ottobre  | Plzeň          | Grand Prix Škoda               | Katherine Compton    | Katherine Compton         |
| 2 | 23 ottobre  | Tábor          | Cyklokros Tábor                | Kateřina Nash        | Kateřina Nash             |
| 3 | 26 novembre | Koksijde       | Duinencross                    | Daphny van den Brand | Daphny van den Brand      |
| 4 | 18 dicembre | Namur          | Cyclo-Cross de la Citadelle    | Marianne Vos         | Daphny van den Brand      |
| 5 | 26 dicembre | Heusden-Zolder | Grote Prijs Eric De Vlaeminck  | Marianne Vos         | Daphny van den Brand      |
| 6 | 15 gennaio  | Liévin         | Liévin Cyclo-Cross             | Marianne Vos         | Daphny van den Brand      |
| 7 | 22 gennaio  | Hoogerheide    | Grote Prijs Adrie van der Poel | Marianne Vos         | Daphny van den Brand      |

### Classifica generale
| Pos. | Corridore             | Punti |
| ---- | --------------------- | ----- |
| 1    | Daphny van den Brand  | 326   |
| 2    | Marianne Vos          | 290   |
| 3    | Katherine Compton     | 235   |
| 4    | Lucie Chainel-Lefevre | 231   |
| 5    | Helen Wyman           | 208   |
| 6    | Sanne Cant            | 203   |
| 7    | Sanne van Paassen     | 180   |
| 8    | Kateřina Nash         | 166   |
| 9    | Pavla Havlíková       | 165   |
| 10   | Nikki Harris          | 144   |

## Uomini Under-23

### Risultati
| # | Data        | Città       | Evento                         | Vincitore         | Leader della Cl. mondiale |
| - | ----------- | ----------- | ------------------------------ | ----------------- | ------------------------- |
| 1 | 23 ottobre  | Tábor       | Cyklokros Tábor                | Lars van der Haar | Lars van der Haar         |
| 2 | 26 novembre | Koksijde    | Duinencross                    | Gert-Jan Bosman   | Lars van der Haar         |
| 3 | 15 gennaio  | Liévin      | Liévin Cyclo-Cross             | Lars van der Haar | Lars van der Haar         |
| 4 | 22 gennaio  | Hoogerheide | Grote Prijs Adrie van der Poel | Lars van der Haar | Lars van der Haar         |

### Classifica generale
| Pos. | Corridore               | Punti |
| ---- | ----------------------- | ----- |
| 1    | Lars van der Haar       | 220   |
| 2    | Mike Teunissen          | 145   |
| 3    | Julian Alaphilippe      | 131   |
| 4    | Arnaud Grand            | 102   |
| 5    | Elia Silvestri          | 98    |
| 6    | Stan Godrie             | 95    |
| 7    | Michael Vanthourenhout  | 95    |
| 8    | Wietse Bosmans          | 88    |
| 9    | Gert-Jan Bosman         | 87    |
| 10   | Michiel Van Der Heijden | 87    |

## Uomini Junior

### Risultati
| # | Data        | Città       | Evento                         | Vincitore            | Leader della Cl. mondiale |
| - | ----------- | ----------- | ------------------------------ | -------------------- | ------------------------- |
| 1 | 23 ottobre  | Tábor       | Cyklokros Tábor                | Mathieu van der Poel | Mathieu van der Poel      |
| 2 | 26 novembre | Koksijde    | Duinencross                    | Mathieu van der Poel | Mathieu van der Poel      |
| 3 | 15 gennaio  | Liévin      | Liévin Cyclo-Cross             | Mathieu van der Poel | Mathieu van der Poel      |
| 4 | 22 gennaio  | Hoogerheide | Grote Prijs Adrie van der Poel | Mathieu van der Poel | Mathieu van der Poel      |

### Classifica generale
| Pos. | Corridore            | Punti |
| ---- | -------------------- | ----- |
| 1    | Mathieu van der Poel | 240   |
| 2    | Quentin Jauregui     | 153   |
| 3    | Romain Seigle        | 145   |
| 4    | Daan Soete           | 131   |
| 5    | Silvio Herklotz      | 130   |
| 6    | Wout Van Aert        | 119   |
| 7    | Anthony Turgis       | 117   |
| 8    | Daan Hoeyberghs      | 116   |
| 9    | Yorben Van Tichelt   | 108   |
| 10   | Quinten Hermans      | 77    |